# Revelație

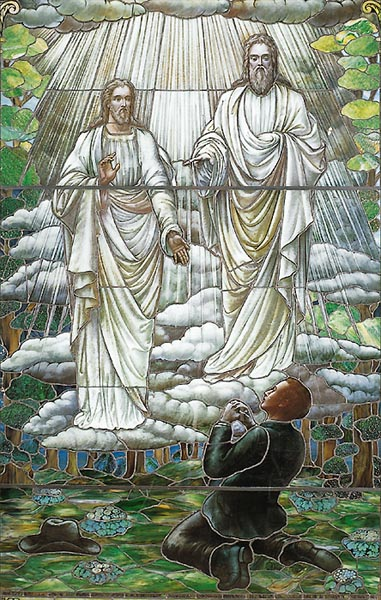

Revelația (din latină revelatio, „dezvăluire”) este noțiunea teologică și religioasă, desemnând revelarea sau dezvăluirea unei forme de adevăr sau cunoaștere prin comunicarea cu o deitate sau o altă entitate supranaturală; sau actul prin care Dumnezeu face cunoscute natura și voința sa sfinților și profeților, considerate ca persoane dotate cu calități supraraționale.

## Fundamentare
Revelația poate fi definită ca o comunicare a unui adevăr de către Dumnezeu unei creaturi raționale prin mijloace care stau dincolo de cursul obișnuit al naturii. George Joyce semnalează o diferență între revelație și inspirație. Inspirația - precum cea acordată de Dumnezeu autorului unei cărți sacre – implică o iluminare specială a minții, prin virtutea căreia destinatarul concepe gânduri precum cele pe care Dumnezeu vrea ca el să le scrie și nu implică obligatoriu comunicarea supranaturală.
Odată cu Epoca luminilor din Europa, care începea cam de la jumătatea secolului al XVII-lea, dezvoltarea raționalismului, materialismului și ateismului, însuși conceptul de revelație supranaturală a fost privit cu scepticism. În  Epoca rațiunii (1794–1809) Thomas Paine dezvoltă teologia deismului, respingând posibilitatea minunilor și argumentând că o revelație poate fi validată numai de către destinatarul inițial, pentru toți ceilalți este doar o informație auzită de la altul sau citită.
Biserica Catolică a adoptat în secolul al XX-lea constituția Dei Verbum despre revelația divină, în care arată că izvorul revelației este Dumnezeu însuși, care dorește să se facă cunoscut oamenilor. Mărturie în acest sens dă întreaga creație, precum și proorocii din Vechiul Testament. În cele din urmă Dumnezeu însuși s-a făcut om, Isus Cristos fiind cuvântul întrupat al lui Dumnezeu („Dei Verbum”).